# Абрамович Стелла Лазарівна
Сте́лла Ла́зарівна Абрамо́вич (8 вересня 1927 – 17 лютого 1996) — російська літературознавиця.

## Дослідження
Історик російської літератури 19 століття. Дослідниця життя та творчості Олександра Пушкіна. Зокрема, на основі всіх відомих сучасному пушкінознавству мемуарних, епістолярних і документальних свідчень уклала дві хроніки: «Пушкін в 1833 році» та «Пушкін. Останній рік».
У першій з цих хронік день за днем відтворено всі великі та малі події цього щасливого, на думку дослідниці, року в житті Пушкіна: творчу історію «Дубровського», подорож пугачовськими місцями, багату звершеннями болдінську осінь і справи сімейні.
Підсумком багаторічних досліджень автора стала хроніка «Пушкін. Останній рік». Проти монографії «Пушкін в 1836 році», де роглядалася передісторія останньої дуелі поета, нова книга справді стала хронікою, в якій Стелла Абрамович день за днем — від січня 1836 до січня 1837 — відтворила «труди та дні» великого поета. Відповідно втричі зріс і обсяг дослідження: від 208 до 620 сторінок.

## Найвідоміші книги
- «Пушкін в 1836 році (Передісторія останньої дуелі)» (1984, друге видання — 1989).
- «Пушкін. Останній рік: Хроніка, січень 1836 — січень 1837» (1991).
- «Передісторія останньої дуелі Пушкіна, січень 1836 — січень 1837» (1994).
- «Пушкін в 1833 році. Хроніка» (1994).